# Vltavské brody v Praze
Brody přes Vltavu na území dnešní Prahy a okolí existovaly od nepaměti. Vltava teče nad Prahou hluboko zaříznutým kaňonem desítky kilometrů až po Zbraslav. V pražské kotlině řeka meandruje v širokém údolí a od Tróje znovu pokračuje v zaříznutém kaňonu. Město Praha bylo založeno u významných brodů. 

## Seznam brodů
V pořadí od severu k jihu (proti proudu řeky Vltavy):

### Roztocký brod
Roztocký brod byl velmi významný v raném středověku. Byl navázán na cestu přes Drahaňskou roklinu do Bohnic a dále. K jeho ochraně byly na obou březích Vltavy v devátém století vybudovány tvrze Levý Hradec a Pravý Hradec.

### Holešovický brod
Holešovický brod se nalézal v prostoru dnešní městské části Troja zhruba v místě lávky pro pěší a vedl přes Císařský ostrov. Osídlení na území této městské části je prokázáno již v mladší době kamenné. Od holešovického brodu vedla stará cesta, nazývaná od středověku Dlážděnka (dnes ulice Na Dlážděnce), do Kobylis, na Mělnicko a do Polabí, Jiren, Vyšehořovic a pak dále až na Moravu. Ve středověku byl pro stabilnější poměry holešovický brod užíván přednostně před bubenským.

### Bubenský brod
Bubenský brod vedl v místech dnešního Hlávkova mostu přes ostrov Štvanice. Brod měl vlastní ochranu – dvorec Hradištko poblíž románské baziliky sv. Petra Na Poříčí. 

### Brod u Kaprovy ulice
Brod v místě dnešního Mánesova mostu vedl v ose ulice U Železné lávky a na druhé straně řeky směřoval do ulice Kaprovy.

### Brod u Platnéřské ulice
Nejvýznamnější brod přímo pod Pražským hradem[zdroj⁠?!] se pravděpodobně nacházel necelých sto metrů severně od dnešního Karlova mostu, zhruba v ose ulice Platnéřské. Od Prašné brány směřuje přesně na západ linie vytčená ulicemi Celetná a Platnéřská, tato linie míří mezi malostranské mostecké věže. Původní přechod přes řeku byl s velkou pravděpodobností právě tady.

### Brod u Nebovid
Brod (u bývalé osady Nebovidy ležící pod Petřínem) vedl 100 m severně od dnešního mostu Legií. Začínal na Malostranském nábřeží u jižního konce dnešních Sovových mlýnů, vedl přes severní špičku Střeleckého ostrova a končil na Smetanově nábřeží v ose ulice Krocínova.